# Paralimnophila holoxantha
Paralimnophila holoxantha là một loài ruồi trong họ Limoniidae. Chúng phân bố ở miền Australasia.